# Bogdanówka (Buśno)
Bogdanówka – część wsi Buśno w Polsce położona w województwie lubelskim, w powiecie chełmskim, w gminie Białopole.
W latach 1975–1998 miejscowość położona była w województwie chełmskim.